# Daniel Guilet
Daniel Guilet (Daniel "Dotka" Guilevitch; * 10. Januar 1899 in Rostow; † 14. Oktober 1990 in New York City) war ein französisch-amerikanischer Geiger und Musikpädagoge russischer Herkunft.

## Leben
Guilet wuchs in Paris auf und war am Conservatoire de Paris Schüler von George Enescu und Guillaume Remy. Er spielte zunächst im Calvet Quartet und trat als Solist und Begleiter von Maurice Ravel auf. 1941 kam er in die USA und wurde dort mit seinem Guilet String Quartet als Kammermusiker bekannt. 1944 wurde er Mitglied in Arturo Toscaninis NBC Symphony Orchestra, dessen Konzertmeister er von 1951 bis zu Toscaninis Rücktritt 1954 war.
Danach gründete Guilet mit dem Pianisten Menahem Pressler und dem Cellisten Bernard Greenhouse ein Trio, das 1955 in Tanglewood debütierte und als Beaux Arts Trio berühmt wurde. Er leitete das Trio bis 1969, danach widmete er sich der Lehrtätigkeit an der Indiana University, der Manhattan School of Music, dem Royal Conservatory of Music in Toronto, der University of Oklahoma und der Baylor University. Guilet spielte eine Geige von Giuseppe Guarneri, die nach ihm „ex Guilet“ benannt und später unter anderen von David Oistrach, Henryk Szeryng und Joshua Bell gespielt wurde.